# Atari 600XL
| Atari 600XL |
| Atari 600XL |
| Hersteller |
| Atari, Inc. Logo |
| Hauptentwickler |
| Mark Lutvak (Leitung), Joe Decuir (ANTIC), George McLeod (GTIA), Doug Neubauer (POKEY), Steve Mayer Research Lab (Hardware, Betriebssystem), Regan Cheng (Gehäuse) |
| Verkaufsstart und Neupreis |
| Oktober 1983 für 199 US-Dollar November 1983 für 159 £ September 1983 für 549 DM November 1983 für 2500 F                                                          |
| Einstellung der Produktion |
| September 1984 |
| Hauptprozessor |
| 6502 „Sally“ @ 1,79 MHz (NTSC) 6502 „Sally“ @ 1,77 MHz (PAL) |
| Arbeitsspeicher ab Werk |
| 16 KB DRAM |
| Grafikausgabe |
| Verschiedene Text- und Grafikmodi 8 einfarbige Sprites („Player“ und „Missiles“) Farbauswahl aus einer Palette von 256 Farben                                      |
| Tonausgabe |
| 4 Tongeneratoren (Ausgabe via TV) |
| Lieferumfang (USA) |
| Computer, Netzteil, Anleitung, zwei Styroporschalen, Verpackung |

Der Atari 600XL ist ein Heimcomputer des US-amerikanischen Herstellers Atari, Inc. Er basiert auf einer eigens für Atari gefertigten Variante des Mikroprozessors MOS 6502.
Der Computer ist eine Weiterentwicklung des Atari 1200XL, der vor allem wegen Kompatibilitätsproblemen zu seinen Vorgängermodellen Atari 400 und Atari 800 keine nennenswerte Verbreitung fand. Die elektronischen Hauptbestandteile des Atari 1200XL und sein Gehäusedesign blieben weitestgehend erhalten, die problematischen Komponenten wurden jedoch überarbeitet. Ebenso überarbeitete man technische Details sowohl zur Erweiterbarkeit als auch zur Produktionsvereinfachung. Als Einsteigergerät und direkten Konkurrenten zum Texas Instruments TI-99/4A und Commodore VC 20 stattete der Hersteller den Atari 600XL mit 16 Kilobyte (KB) Arbeitsspeicher und der Programmiersprache BASIC aus.
Das Gerät kam von umfangreichen Werbekampagnen begleitet im Spätherbst 1983 weltweit in den Handel. Nach anfänglich guten, dann aber stetig sinkenden  Verkaufszahlen wurde die Produktion schließlich im September 1984 zugunsten des profitableren und mit zeitgemäßen 64 KB Arbeitsspeicher ausgestatteten Atari 800XL eingestellt. Restbestände im sechsstelligen Stückzahlenbereich waren noch bis vermutlich Mitte 1985 vor allem in Europa erhältlich.
Die Fachpresse lobte das ansprechende Äußere, die gute Verarbeitung, das eingebaute Atari BASIC und das große Angebot an Peripheriegeräten und Programmen.

## Geschichte
Weil die seit 1979 produzierten Heimcomputer Atari 400 und Atari 800 bereits in die Jahre gekommen waren und der Nachfolger Atari 1200XL wegen technischer Probleme wenig erfolgreich war, sollten 1983 neue und zeitgemäße Geräte Atari aus der wirtschaftlichen Krise führen. Insbesondere im Niedrigpreissegment erhoffte man sich, den direkten Konkurrenten Commodore International und Texas Instruments Marktanteile abnehmen zu können.

### Entwicklung

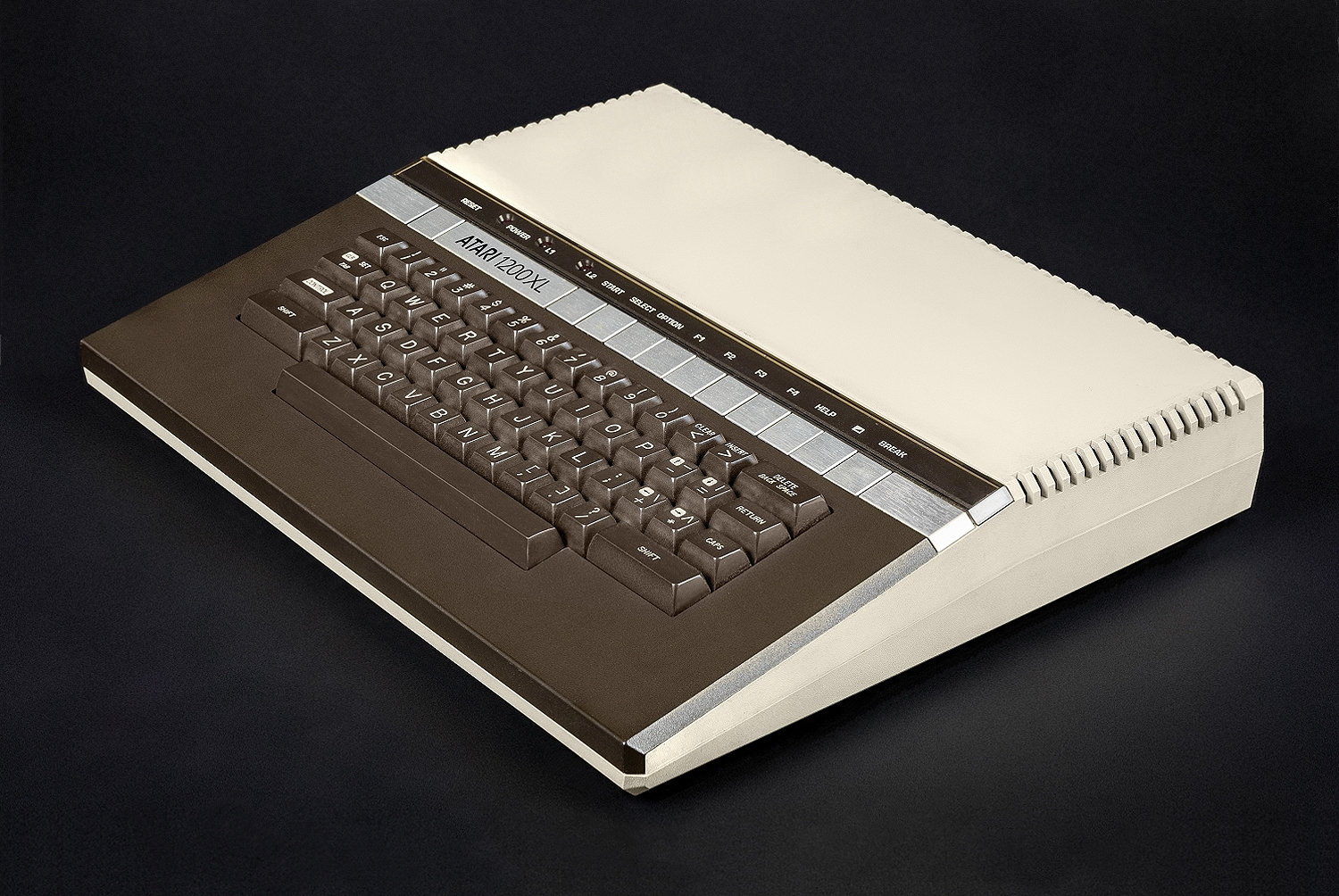
Das Design des Atari 600XL orientiert sich am hier gezeigten Atari 1200XL

Als Grundlage diente die bewährte 8-Bit-Systemarchitektur der Vorgängermodelle, d. h. der Mikroprozessor MOS 6502 und die Spezialbausteine GTIA, ANTIC und POKEY. Atari plante aus vermarktungstechnischen Gründen zwei verschiedene Ausführungen des neuen Computers herzustellen: ein für gehobene Ansprüche gedachtes Modell mit 64 KB Arbeitsspeicher – der spätere Atari 800XL – und eine abgerüstete Variante für Einsteiger mit nur 16 KB Arbeitsspeicher. Im Gegensatz zu den Vorgängermodellen integrierten die Ingenieure die Programmiersprache Atari BASIC nun in das Gerät und versahen es zudem mit einem herausgeführten Parallelbus für externe Erweiterungen. Das Design für das Gehäuse wurde vom Atari 1200XL übernommen, der Schacht für Steckmodule allerdings an die Gehäuseoberseite verlegt, weil sich seine seitliche Positionierung als wenig benutzerfreundlich erwiesen hatte. Nach dreimonatiger Entwicklungszeit waren Anfang Juni 1983 erste Prototypen der Einsteigervariante vorführbereit.

### Vermarktung
Den zwischenzeitlich Atari 600XL genannten Computer präsentierte Atari erstmals im Juni 1983 auf der Consumer Electronics Show (CES) in Chicago. Neben dem Einzelvertrieb des Rechners kündigte Atari dort auch Bündelangebote an, darunter das Programming System für Entwickler und das auf Spieler zugeschnittene Entertainment System. Vom Hersteller eigens eingeladene Vertreter der Atari-Anwendergruppen, der Usergroups, erhielten auf der CES die Möglichkeit zur Begutachtung der neuen Geräte. Dadurch erhoffte sich Atari eventuell vorhandene Schwachstellen noch vor Aufnahme der Produktion aufdecken zu können, womit ein Scheitern wie beim Vorgängermodell Atari 1200XL vermieden werden sollte.

Im Juli erfolgte die Abnahme zur elektromagnetischen Verträglichkeit durch die US-amerikanische Federal Communications Commission (FCC) – eine maßgebliche Voraussetzung zur Verkaufbarkeit des Geräts in den Vereinigten Staaten. Bis Ende August waren auch die Arbeiten zur Anpassung des Rechners an die verschiedenen Fernsehnormen abgeschlossen worden. Für Europa gedachte Geräte wurden der Fachpresse erstmals im September in London vorgestellt, der breiten Öffentlichkeit waren sie dann im selben Monat auf der Internationalen Funkausstellung in Westberlin zugänglich. Die Überführung des Atari 600XL in die Produktion verzögerte sich infolge eines Wechsels an Ataris Führungsspitze sowohl in Hongkong als auch in Irland um einen Monat.

#### Markteinführung und Lieferschwierigkeiten

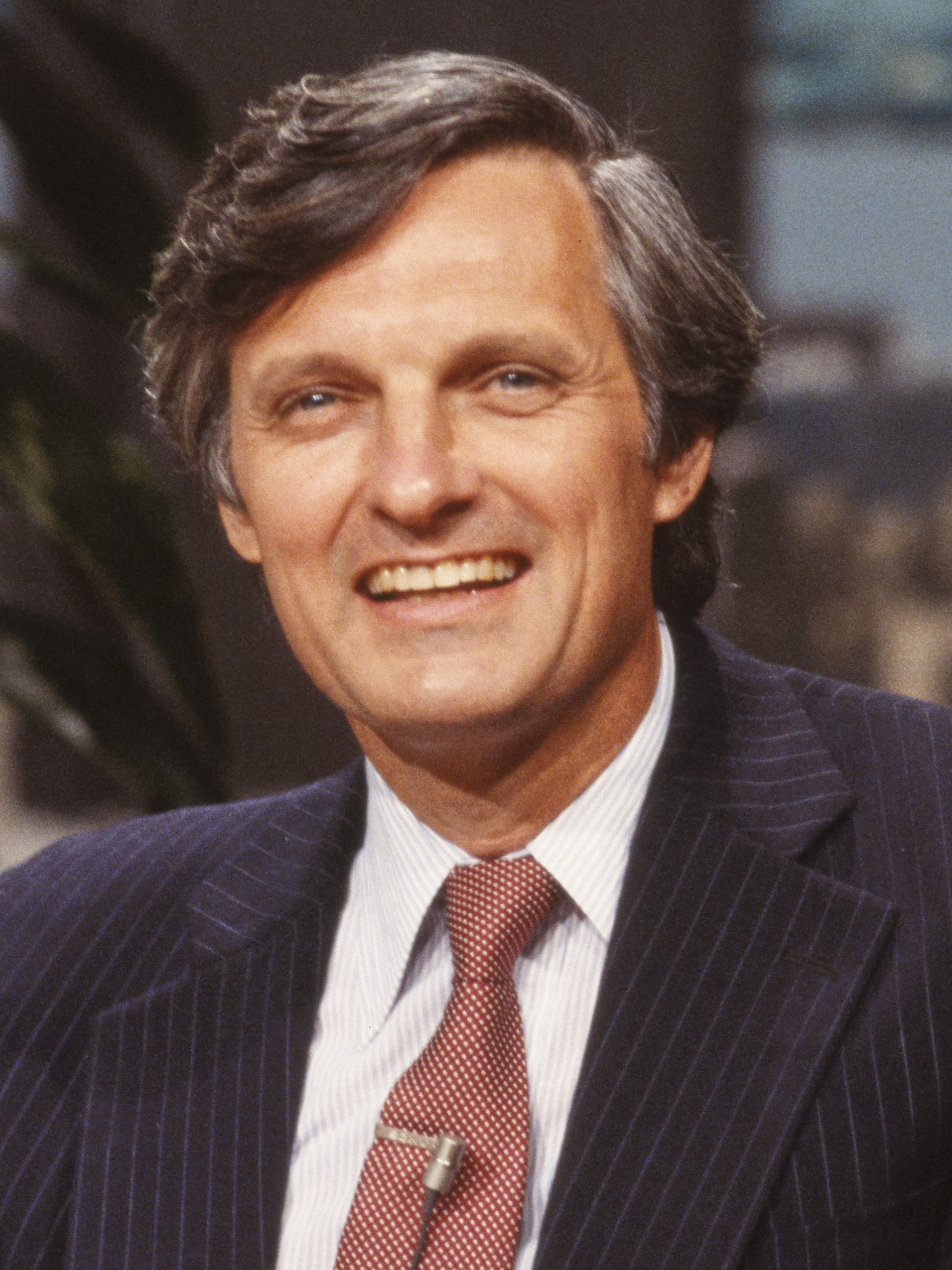
Der US-amerikanische Schauspieler Alan Alda war ab 1983 offizieller Werbeträger von Atari

Der Atari 600XL kam im Oktober 1983 in Nordamerika für 199 US-Dollar in den Handel. Atari setzte beim Vertrieb vor allem auf große Verkaufsketten wie Sears, J. C. Penney und Kmart. In der unterstützenden Werbung pries der Hersteller seinen Computer unter dem Slogan „As your experience grows so can your Atari 600XL“ („Der Atari 600XL wächst mit Ihnen“) als erweiterbares Einsteigergerät für Bildung und Unterhaltung an. Dazu bediente man sich großformatiger Zeitungsanzeigen und Fernsehwerbung mit dem US-amerikanischen Schauspieler Alan Alda, dessen Engagement umfangreiche Marktforschungsmaßnahmen seitens Atari vorausgegangen waren.
In der Bundesrepublik Deutschland war der Atari 600XL bereits einen Monat früher als in Nordamerika erschienen. Beworben wurde der rund 550 DM teure Computer dort unter anderem mit dem Werbespruch „Mehr als Spaß“, womit auch auf die über das reine Spielen hinausgehenden Anwendungsmöglichkeiten hingewiesen werden sollte. Die Auslieferung der Geräte erfolgte – wie in anderen Ländern auch – wegen Produktionsverzögerungen nur schleppend. Selbst mithilfe teurer Luftfrachteinfuhren gelangten bis Weihnachten lediglich 60 Prozent der weltweit vorbestellten Geräte in den Handel. Die große Nachfrage tat den Lieferschwierigkeiten ein Übriges: bis Ende 1983 war die gesamte Jahresproduktion des Atari 600XL ausverkauft. Das US-amerikanische Marktforschungsunternehmen The Yankee Group schätzte, dass allein in den Vereinigten Staaten 70.000 Geräte abgesetzt werden konnten.

#### Preiserhöhung, Bündelangebote, Olympia und kommerzieller Einsatz
Zu Beginn des Jahres 1984, inmitten der sogenannten Heimcomputer-Preiskriege, erhöhte Atari wegen anhaltender Lieferschwierigkeiten und gestiegener Produktionskosten den Preis des Computers. In Nordamerika kostete das Gerät dann 40 US-Dollar mehr, in der Bundesrepublik Deutschland lag die Preiserhöhung – die allerdings erst einige Monate später in Kraft trat – bei knapp 50 DM. 1984 kamen nun auch die seit längerem angekündigten Bündelangebote mit Drucker, Spielen und weiterem Zubehör in den Handel. Daneben intensivierte Atari seine großangelegten Vermarktungsbemühungen und beteiligte sich als alleiniger Sponsor für Heimcomputer und Videospiele an den Olympischen Spielen, die im Sommer 1984 in Los Angeles stattfanden. Atari erhielt damit das Recht, sämtliche Olympia-Logos und -Bezeichnungen für seine Produktwerbung einzusetzen. Der Atari 600XL avancierte in den Vereinigten Staaten so zum „Official Home Computer of the 1984 Olympics“. In der Bundesrepublik Deutschland trat die deutsche Zweigstelle des Herstellers während dieser Zeit als „Offizieller Lieferant für Videospiele und Privat-Computer der Olympia-Mannschaften der Bundesrepublik Deutschland 1984“ auf. Etwa zur selben Zeit schloss Atari auch Verträge über umfassende Fernsehwerbung, um möglichst viele potentielle Interessenten erreichen zu können. Neben den von Atari damit anvisierten Privathaushalten und Schulen wurde der Atari 600XL aber auch im kommerziellen Bereich eingesetzt: Das US-amerikanische Unternehmen Exidy beispielsweise nutzte den Computer als zentrale Steuerungseinheit für seine Videospieleautomaten, der japanische Hersteller Nakamichi als Bedien- und Auswerteinheit in seinen computergestützten Messplätzen für hochwertige Audiotechnik.

#### Stagnierende Absätze und Ausverkauf
Allen Werbemaßnahmen zum Trotz begannen die Anfang 1984 noch guten Verkaufszahlen des Atari 600XL stetig zu sinken. Im September 1984 wurde schließlich die Einstellung der Produktion zugunsten des Atari 800XL, der mit konkurrenzfähigen 64 KB Arbeitsspeicher ausgerüstet war, bekanntgegeben. Restbestände des 600XL im sechsstelligen Stückzahlenbereich allein in Europa gelangten daraufhin zu Ausverkaufspreisen in den Handel. So auch in der Bundesrepublik Deutschland: Im November war dort der Preis des Atari 600XL von 600 DM auf bis zu 400 DM gefallen, Anfang des Jahres 1985 kostete der Computer bei einigen Anbietern dann nur noch 345 DM. Bis Mitte 1985 waren nach Angaben der Zeitschrift Chip allein in der Bundesrepublik Deutschland von den beiden Modellen Atari 600XL und 800XL zusammengenommen rund 100.000 Geräte verkauft worden.

## Technische Daten
Im Gehäuse des Atari 600XL befindet sich eine einzelne Platine, die alle elektronischen und weitere mechanische Komponenten wie Buchsen und Stecker des Computers enthält.

### Hauptprozessor
Im Unterschied zu den Vorgängermodellen Atari 400 und 800 wird beim Atari 600XL eine spezielle Version des Mikroprozessors MOS 6502 namens Sally eingesetzt, die die Anzahl der elektronischen Bauelemente im Computer zu verringern half. Der Mikroprozessor kann auf einen Adressraum von 65536 Byte zugreifen, was auch die theoretisch mögliche Obergrenze des Arbeitsspeichers von 64 Kilobytes (KB) festlegt. Der Systemtakt beträgt bei PAL-Geräten 1,77 MHz, für solche mit NTSC-Ausgabe dagegen 1,79 MHz.

### Spezialbausteine zur Erzeugung von Grafik und Ton
Wesentlicher Bestandteil der Rechnerarchitektur sind die drei von Atari entwickelten Spezialbausteine Alphanumeric Television Interface Controller (ANTIC), Graphic Television Interface Adaptor (GTIA) und Potentiometer And Keyboard Integrated Circuit (POKEY). Sie sind funktionell derart konzipiert, dass sie innerhalb ihres Aufgabenbereiches flexibel einsetzbar sind und gleichzeitig den Hauptprozessor entlasten.
Die beiden Grafikbausteine ANTIC und GTIA erzeugen das am Fernseher oder Monitor angezeigte Bild. Dazu sind zuvor vom Betriebssystem oder den Benutzer im Arbeitsspeicher entsprechende Daten in der Form der „Display List“ zu hinterlegen. Der GTIA erlaubt unter anderem das Anzeigen von maximal acht unabhängigen aber jeweils einfarbigen Grafikobjekten, den Sprites. Diese im Atari-Jargon auch „Player“ und „Missiles“ genannten Objekte werden gemäß benutzerdefinierbaren Überlappungsregeln in das vom ANTIC erzeugte Hintergrundbild kopiert und einer Kollisionsprüfung unterzogen. Dabei wird festgestellt, ob sich die Sprites untereinander oder bestimmte Teile des Hintergrundbildes („Playfield“) berühren. Diese Fähigkeiten wurden – wie sich bereits anhand der Namensgebung „Playfield“, „Player“ und „Missiles“ abzeichnet – zur vereinfachten Erstellung von Spielen mit interagierenden Grafikobjekten und schnellem Spielgeschehen entwickelt. Die Fähigkeiten der beiden Spezialbausteine ANTIC und GTIA zusammengenommen, verleihen den Darstellungsmöglichkeiten der Atari-Rechner eine von anderen damaligen Heimcomputern unerreichte Flexibilität. Im dritten Spezialbaustein POKEY sind weitere elektronische Komponenten zusammengefasst. Diese betreffen im Wesentlichen die Tonerzeugung für jeden der vier Tonkanäle, die Tastaturabfrage und den Betrieb der seriellen Schnittstelle Serial Input Output (SIO) zur Kommunikation des Rechners mit entsprechenden Peripheriegeräten.
Durch die hochintegrierte Ausführung (LSI) vereinen die Spezialbausteine viele elektronische Komponenten in sich und senken dadurch die Anzahl der im Rechner benötigten Bauteile, was wiederum eine nicht unerhebliche Kosten- und Platzersparnis mit sich bringt. Nicht zuletzt weil ihre Konstruktionspläne nie veröffentlicht wurden, waren sie mit damaliger Technik nicht wirtschaftlich zu kopieren, womit der in der Heimcomputerbranche durchaus übliche illegale Nachbau von Computern für den Atari 600XL ausgeschlossen werden konnte.
| Grafikstufe | Anzeigeart        | Auflösung       | Farben | Speicherbedarf (Bytes) |
| ----------- | ----------------- | --------------- | ------ | ---------------------- |
| 0           | normaler Text     | 40 × 24 Zeichen | 2      | 992                    |
| 1           | Großtext          | 20 × 24 Zeichen | 5      | 672                    |
| 2           | Großtext          | 20 × 12 Zeichen | 5      | 420                    |
| 3           | Punktgrafik       | 40 × 24 Pixel   | 4      | 432                    |
| 4           | Punktgrafik       | 80 × 48 Pixel   | 2      | 696                    |
| 5           | Punktgrafik       | 80 × 48 Pixel   | 4      | 1176                   |
| 6           | Punktgrafik       | 160 × 96 Pixel  | 2      | 2184                   |
| 7           | Punktgrafik       | 160 × 96 Pixel  | 4      | 8138                   |
| 8           | Punktgrafik       | 320 × 192 Pixel | 2      | 8138                   |
| 9           | GTIA-Modi         | 80 × 192 Pixel  | 16     | 8138                   |
| 10          | GTIA-Modi         | 80 × 192 Pixel  | 9      | 8138                   |
| 11          | GTIA-Modi         | 80 × 192 Pixel  | 16     | 8138                   |
| 12          | mehrfarbiger Text | 40 × 24 Zeichen | 5      | 1152                   |
| 13          | mehrfarbiger Text | 40 × 12 Zeichen | 5      | 660                    |
| 14          | Punktgrafik       | 160 × 192 Pixel | 2      | 4296                   |
| 15          | Punktgrafik       | 160 × 192 Pixel | 4      | 8138                   |

### Speicher und Speicheraufteilung
Der vom Hauptprozessor und dem ANTIC ansprechbare Adressraum segmentiert sich beim Atari 600XL in verschiedene Abschnitte unterschiedlicher Größe. Aus praktischen Gründen ist es üblich, für deren Adressen anstelle der dezimalen Notation die hexadezimale zu verwenden. Ihr wird zur besseren Unterscheidbarkeit üblicherweise ein $-Symbol vorangestellt. Den Adressen von 0 bis 65535 in dezimaler Notation entsprechen im hexadezimalen System die Adressen $0000 bis $FFFF.
Der Bereich von $0000 bis $BFFF ist hauptsächlich für Arbeitsspeicher vorgesehen, wobei ab Werk lediglich der Bereich von $0000 bis $3FFF (16 KB) zur Verfügung steht. Dieser ist auch nicht vollständig durch den Benutzer verwendbar, denn fast im gesamten Bereich von $0000 bis $06FF hält das Betriebssystem für den laufenden Betrieb benötigte Variablen vor. Wird der Selbsttest aktiviert, werden die zugehörigen Programmroutinen aus dem Festwertspeicher in den Adressblock von $5000 bis $57FF kopiert. Bei eingestecktem Modul mit 8 KB Festwertspeicher wird dessen Inhalt in den Bereich von $A000 bis $BFFF anstelle des dort sonst befindlichen BASIC eingeblendet. Verfügt das Steckmodul über 16 KB Festwertspeicher, reicht der Inhalt von $8000 bis $BFFF. Ab $C000 schließt sich das Betriebssystem an. Die Adressen der Spezialbausteine ANTIC, GTIA, POKEY und anderer Hardwarebestandteile befinden sich innerhalb eines von $D000 bis $D7FF reichenden Input/Output Block genannten Segmentes. Von $D800 bis zur oberen Speichergrenze $FFFF sind die restlichen Bestandteile des Betriebssystems und Treiber der über die parallele Schnittstelle angeschlossenen Geräte untergebracht. Ist der Atari 600XL beispielsweise mithilfe der Speichererweiterung Atari 1064 aufgerüstet, können durch Abschalten des Betriebssystems und des Atari BASIC beispielsweise von Spielen maximal 62 KB RAM genutzt werden.
Nach dem Einschalten des Rechners liest der Hauptprozessor die Inhalte der ROM-Bausteine mit dem Betriebssystem aus und prüft zunächst den Modulschacht und startet gegebenenfalls das auf einem eingesteckten Modul befindliche Programm. Ist kein Modul vorhanden, wird im nächsten Schritt der Status der Funktionstasten Option und Start abgefragt. Die gedrückte Option-Taste veranlasst das Betriebssystem, das eingebaute Atari BASIC des Computers zu deaktivieren und stattdessen beispielsweise ein ausführbares Programm von einem angeschlossenen Diskettenlaufwerk zu laden. Bei gleichzeitig gedrückter Start-Taste während des Einschaltens wird ein ausführbares Programm vom angeschlossenen Datenrekorder geladen. Ist keine der beiden genannten Funktionstasten aktiv, startet das Betriebssystem das eingebaute Atari BASIC und meldet sich mit der Eingabeaufforderung „READY“ und dem darunter befindlichem Cursor.

### Schnittstellen für Ein- und Ausgabe
Als Verbindungen zur Außenwelt dienen zwei Kontrollerbuchsen an der rechten Seite des Gehäuses, ein Schacht zur ausschließlichen Verwendung von ROM-Steckmodulen auf der Oberseite, ein koaxialer HF-Antennenanschluss für den Fernseher, ein Monitoranschluss sowie eine Buchse der proprietären seriellen Schnittstelle (Serial Input Output, kurz SIO) auf der Rückseite. Letztere dient dem Betrieb von entsprechend ausgestatteten „intelligenten“ Peripheriegeräten, wobei ein von Atari speziell für diesen Zweck entwickeltes Übertragungsprotokoll und Steckersystem zum Einsatz kommen. Drucker, Diskettenlaufwerke und andere Geräte mit durchgeschleiften SIO-Buchsen können so mit nur einem einzigen Kabeltyp „verkettet“ angeschlossen werden. Daneben verfügt der Atari 600XL im Gegensatz zum Atari 1200XL über eine parallele Erweiterungsschnittstelle, deren Anschluss in der Rückseite des Gehäuses verbaut ist. Der darin herausgeführte Systembus erlaubt beispielsweise den Betrieb der Speichererweiterung Atari 1064.

## Peripheriegeräte
Der Atari 600XL ist grundsätzlich mit allen von Atari früher wie auch später veröffentlichten Peripheriegeräten für die 400, 800 und XL- sowie XE-Reihe betreibbar. Im Folgenden wird ausschließlich und auch nur knapp auf die im XL-Design erhältlichen eingegangen.

### Massenspeicher

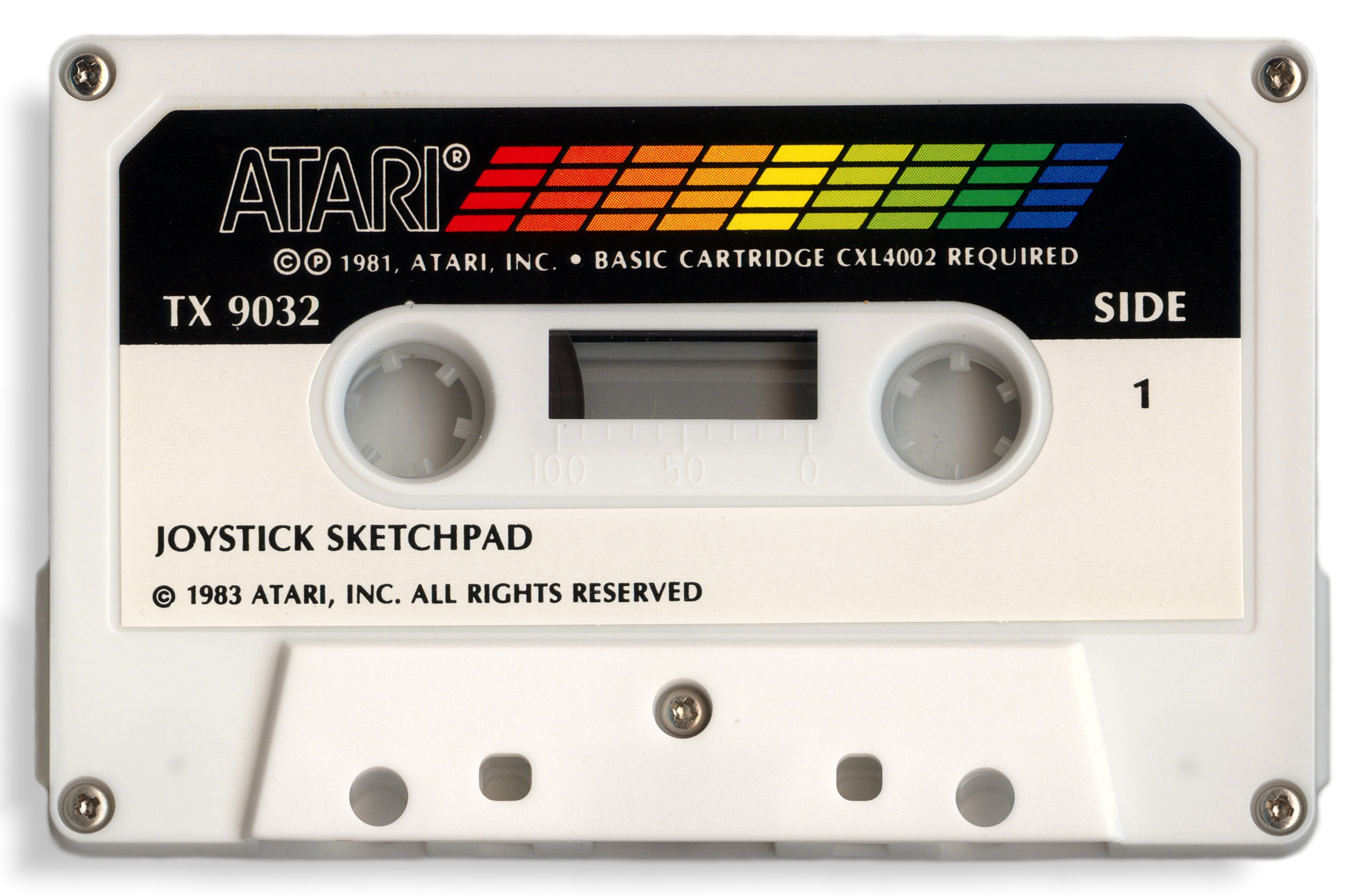
Kompaktkassette
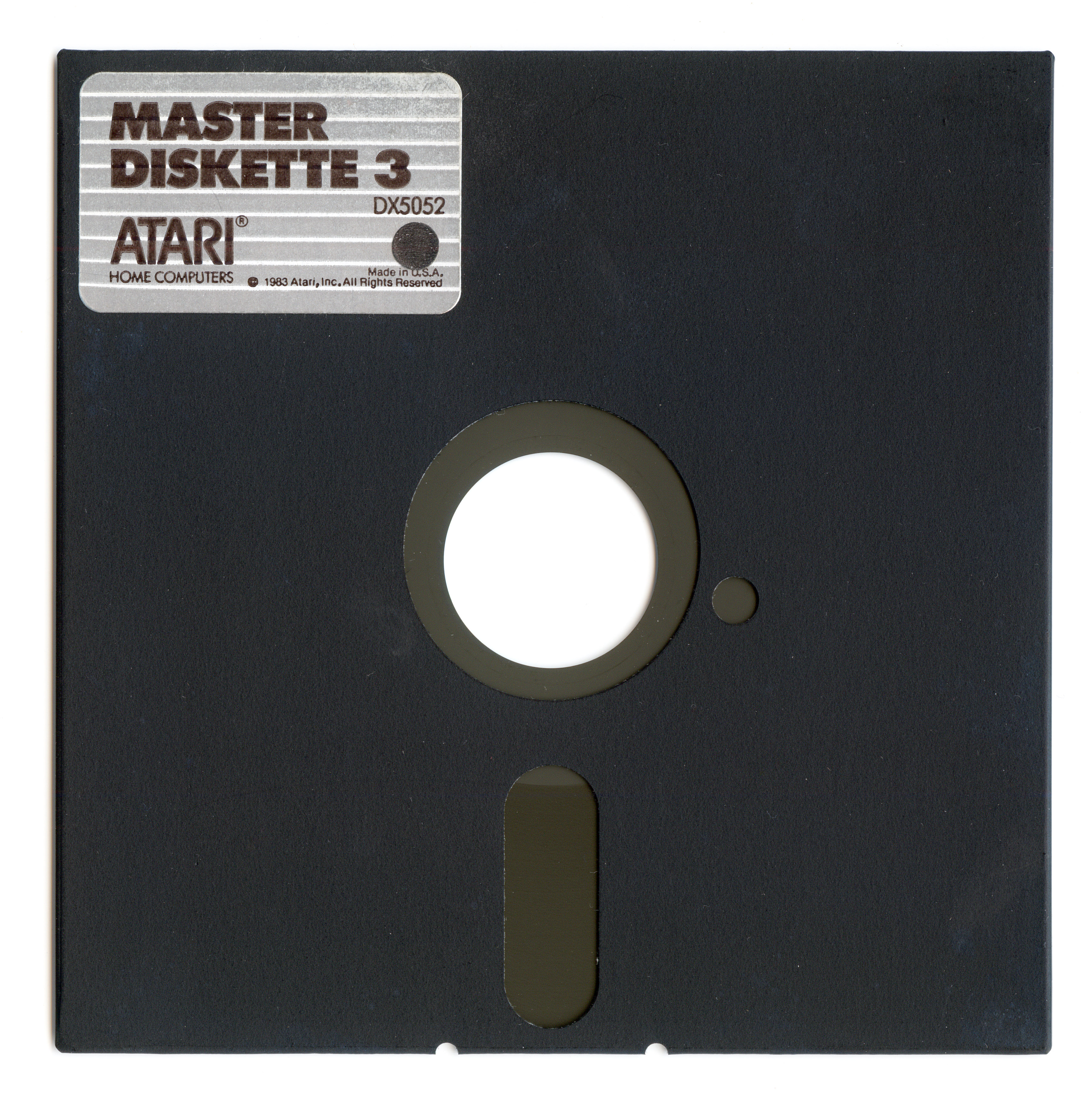
5¼″-Diskette

Bei westlichen Heimcomputern der 1980er Jahre kamen zur Datensicherung hauptsächlich Kassettenrekorder und Diskettenlaufwerke, im professionellen Umfeld bei den Personalcomputern zunehmend auch Fest- und Wechselplattenlaufwerke zum Einsatz. Die Datenspeicherung auf preisgünstige Kompaktkassetten hat im Allgemeinen den Nachteil niedriger Datenübertragungsraten und damit langer Ladezeiten, wohingegen die wesentlich schnelleren und verlässlicheren Disketten- und Festplattenlaufwerke sehr viel teurer in der Anschaffung waren. Bei Veröffentlichung des Atari 600XL standen Programmrekorder, aber auch Diskettensysteme wie etwa die Floppy Atari 1050 als Massenspeicher zur Verfügung. Die noch zum Betrieb mit dem Atari 800 geeigneten Festplattensysteme von Corvus sind wegen einiger beim 600XL nicht mehr vorhandener Anschlüsse nicht verwendbar.

#### Kassettensysteme
Im Gegensatz zu anderen zeitgenössischen Heimcomputern wie beispielsweise dem Tandy TRS-80 oder dem Sinclair ZX81 kann der Atari 600XL zum Speichern von Daten nicht mit handelsüblichen Kassettenrekordern betrieben werden. Vielmehr benötigt er ein auf seine serielle Schnittstelle abgestimmtes Gerät – den Atari 1010 Programmrekorder. Die durchschnittliche Datenübertragungsrate beträgt 600 Bit/s; auf einer 30-Minuten-Kassette finden 50 KB an Daten Platz. Daneben verfügt der Atari 1010 noch über die Besonderheit eines Stereo-Tonkopfes, wodurch parallel zum Lesevorgang das Abspielen von Musik oder gesprochenen Benutzungsanweisungen möglich ist. Aus Gründen der Kosten- und Platzersparnis ist im Gerät kein Lautsprecher verbaut, die Audiosignale werden vielmehr über das SIO-Kabel via POKEY am Fernsehgerät ausgegeben.

#### Diskettensysteme

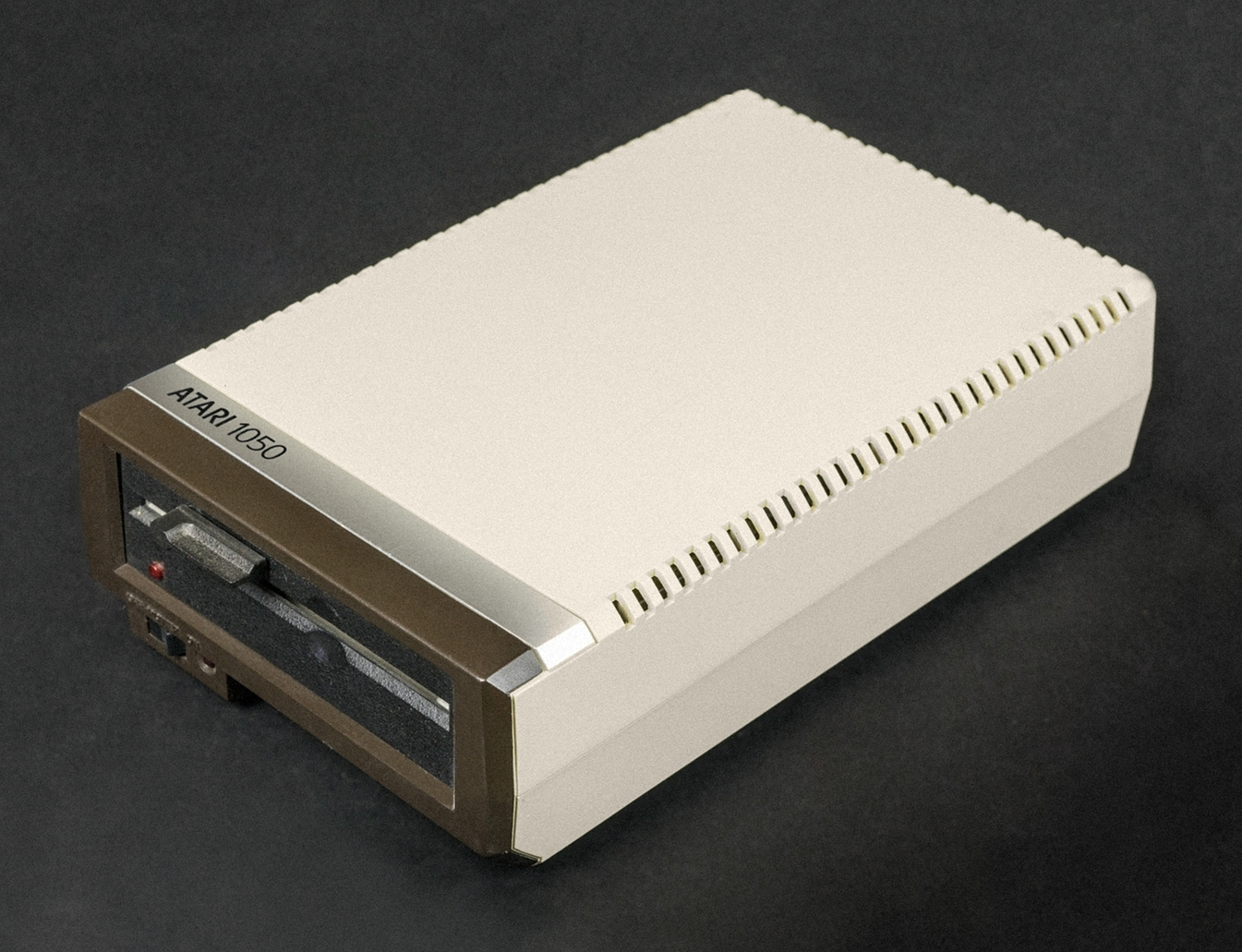
Atari 1050

Mit Einführung des Atari 600XL war auch ein gestalterisch darauf abgestimmtes Diskettenlaufwerk erhältlich, die Floppystation Atari 1050. Mit dem Atari-1050-Diskettenlaufwerk können 5¼″-Disketten einseitig beschrieben werden, womit sich bis zu 127 KB Daten abspeichern lassen. Das ursprünglich mit dem Laufwerk ausgelieferte Diskettenbetriebssystem DOS 2.0s unterstützt lediglich einfache Schreibdichte (engl. Single Density). Damit lassen sich 88 KB an Daten auf einer Diskettenseite ablegen, wobei ein Sektor 128 Bytes enthält. Es wurde ab Mitte 1984 durch DOS 3.0 abgelöst, das die Atari-spezifische Betriebsart Enhanced Density unterstützt. Im Gegensatz zu doppelter Schreibdichte (engl. Double Density) wird nicht die Byteanzahl pro Sektor, sondern die Anzahl der Sektoren pro Spur erhöht, was zu der damals unüblichen Speicherkapazität von 127 KB führt. Hauptsächlich die Inkompatibilität von DOS 3.0 zu seiner Vorgängerversion DOS 2.0s führte schließlich 1985 zur Veröffentlichung des in vielerlei Hinsicht verbesserten DOS 2.5. Das Atari-1050-Diskettenlaufwerk kostete Mitte 1984 etwa 450 US-Dollar.
Zusammen mit Erscheinen des 600XL war eine Vielzahl von Atari-kompatiblen Diskettenlaufwerken diverser Dritthersteller erhältlich, die fast alle mit doppelter Schreibdichte arbeiteten. Dazu zählten Geräte von Percom, das Rana 1000 für 400 US-Dollar und das Doppellaufwerk Astra 1620 für 600 US-Dollar. Im Laufe des Jahres 1984 kamen weitere leistungsfähige Diskettenlaufwerke hinzu: das Percom AT-88 für 420 US-Dollar, das Trak AT-D2 für 500 US-Dollar, das für zweiseitiges Beschreiben von Disketten geeignete Trak AT-D4 und das Indus GT für 500 Dollar. Eine Besonderheit bildeten das Amek AMDC I für 550 US-Dollar und das Doppellaufwerk Amek AMDC II für 760 US-Dollar, die beide auf damals selten gebrauchten 3″-Disketten basieren. Viele der Drittlaufwerke enthielten neben dem Anschluss- und Dokumentationsmaterial auch ein Diskettenbetriebssystem wie beispielsweise Smart DOS und DOS XL.

### Ausgabegeräte
Die Bildausgabe des Atari 600XL kann via eingebautem HF-Modulator an einem handelsüblichen Farb- oder Schwarz-Weiß-Fernsehgerät erfolgen. Mangels Monitorbuchse war mit der US-amerikanischen Version ein Betrieb mit den wesentlich augenfreundlicheren Monitoren nicht möglich.

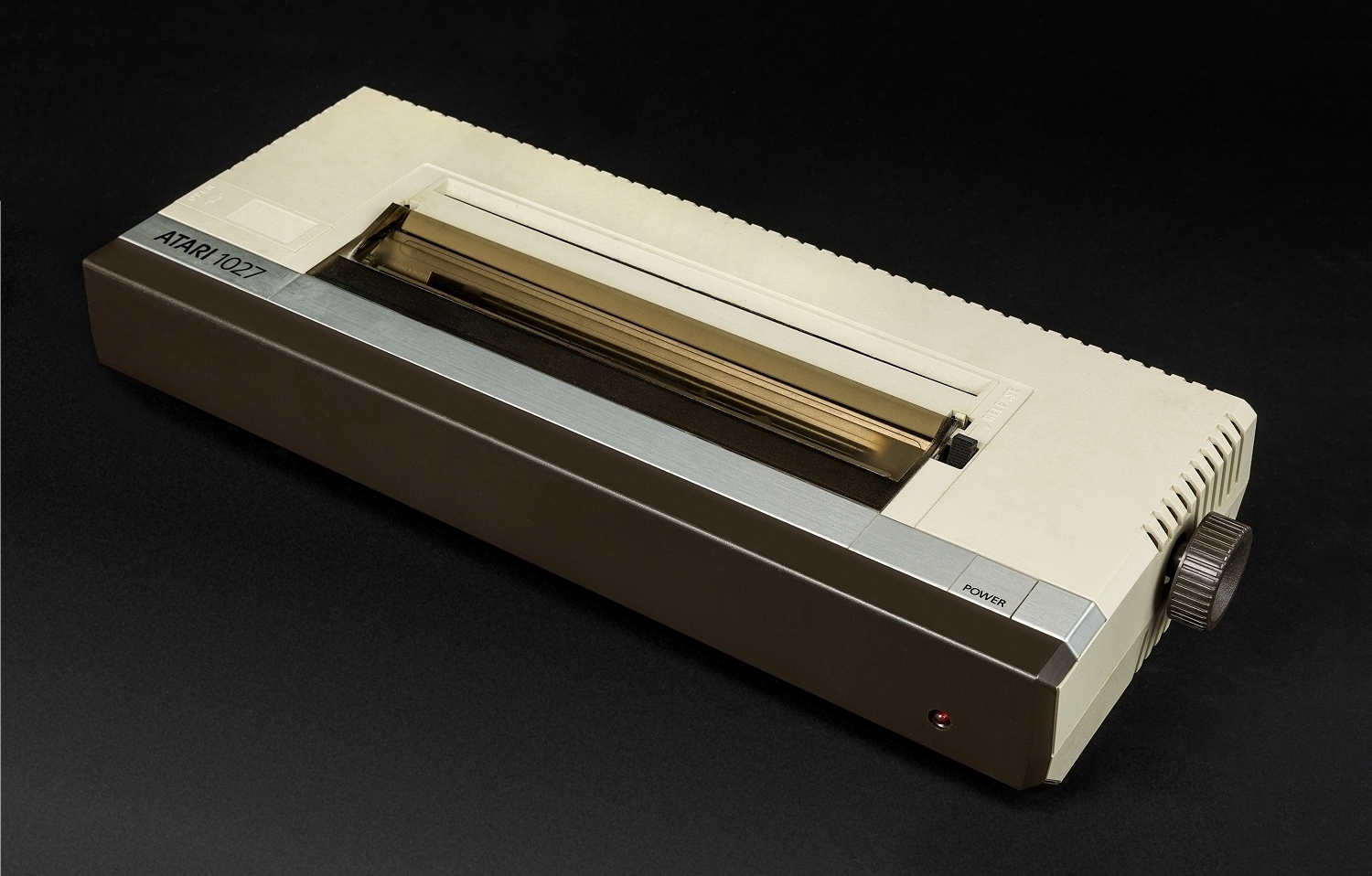
Atari 1027

Zur schriftlichen Fixierung von Text und Grafik dienen der Vierfarbplotter Atari 1020 für 299 US-Dollar, der nadelbasierte Drucker Atari 1025 und das mit Kugelkopf ausgestattete Schönschreibmodell Atari 1027. Drucker von den meisten Fremdherstellern werden mithilfe von Zusatzgeräten, den Printer Interfaces, betrieben. Angeschlossen an Ataris SIO-Buchse stellen sie Standardschnittstellen wie RS-232 oder Centronics bereit. Damit können dann Typenraddrucker wie der Transstar 120, Tintenstrahldrucker wie der Hewlett-Packard Thinkjet und Nadeldrucker wie der Gemini 10X angeschlossen werden. Neben den einfarbigen Druckern ist so auch der Einsatz von damals teureren farbfähigen Thermodruckern wie dem Okimate 10 oder dem nadelbasierten Farbmodell Seikosha GP-700A möglich. Neben dem Printer Interface benötigen die Drucker zur korrekten Ausgabe zusätzlich spezielle Programme, die Printer Driver.
Daneben existieren von Fremdherstellern eine Fülle von Ausgabezusätzen: Angefangen bei der zur Sprachausgabe gedachten The Voicebox und The Voicebox II von The Alien Group über eine selbstzubauende 3-D-Brille zum Betrachten von stereografischen Inhalten am Fernseher bis hin zum programmierbaren Robotergreifarm werden alle damals interessierenden Teilbereiche abgedeckt.

### Eingabegeräte
Die Schreibmaschinentastatur des Atari 600XL enthält insgesamt 56 Einzeltasten, eine Leer- und vier Funktionstasten.
Zur komfortableren Bedienung von Malprogrammen etablierten sich rasch Grafiktabletts, die mithilfe einer berührungsempfindlichen Oberfläche die Position eines mitgelieferten Malstiftes (Stylus) bestimmen und durch entsprechende Software die gewünschten Aktionen am Bildschirm erzeugen. Im Gegensatz zu Zeichenprogrammen, die auf Joystickeingaben basieren, erlauben Grafiktabletts ein schnelleres und damit auch effizienteres Arbeiten insbesondere bei der Erstellung von Bildern. Zu den für die Atari-XL-Computer Ende 1984 erhältlichen zählten das Touch Tablet von Atari für etwa 90 US-Dollar, das Koala Touch Tablet von Koala Technologies für etwa 125 US-Dollar und das Power-Pad von Chalk Board. Die Benutzung von Grafiktabletts setzt dafür geeignete Grafikprogramme wie beispielsweise den Koala Micro Illustrator voraus.
Eine weitere Alternative zur Eingabe von Grafikdaten per Joystick stellt die Benutzung eines Lichtstiftes dar. Mithilfe dieses Geräts kann direkt auf dem Bildschirm gezeichnet beziehungsweise ein Programm bedient werden. Die Funktionsweise der Lichtstifte basiert auf der Positionsbestimmung des Elektronenstrahls eines Bildausgabegerätes und ist somit auf kathodenröhrenbasierte Geräte beschränkt. Im Herbst 1984 waren Lichtstifte von vier verschiedenen Herstellern erhältlich: der Light Pen von Atari für knapp 100 US-Dollar, der Edumate Light Pen von Futurehouse für etwa 35 US-Dollar, der Tech Scetch Light Pen in verschiedenen Versionen ab 40 US-Dollar und der Mc Pen von Madison Computer für 49 US-Dollar. Im Lieferumfang enthalten war jeweils Software, wobei das von Atari auf Steckmodul gelieferte Malprogramm Atari Graphics als das leistungsfähigste eingestuft wurde.

### Speichererweiterungen
Durch den aus dem Gerät herausgeführten Parallelbus ist der Anschluss leistungsfähiger Erweiterungen möglich. Eine der ersten für den Atari 600XL kommerziell erhältlichen Erweiterungen war das Microram 64K Memory Board des US-amerikanischen Unternehmens Microbits Peripheral Products. Noch vor Ataris offizieller Speichererweiterungseinheit Atari 1064 im Juni 1984 für knapp 150 US-Dollar auf den Markt gebracht, ermöglichte es den Ausbau des Arbeitsspeichers auf die maximal möglichen 64 KB. Bis Ende 1984 folgten von verschiedenen Herstellern weitere, unterschiedlich konfigurierte Aufrüstungsmodule für den Arbeitsspeicher.

## Software
Wie bei anderen Heimcomputern der 1980er Jahre auch erfolgte der Vertrieb kommerzieller Software auf verschiedenen Datenträgern. Die insbesondere bei Spieleherstellern beliebten preiswerten Kompaktkassetten waren durch die starke mechanische Beanspruchung des Magnetbandes allerdings sehr anfällig für Fehler und ihr Einsatz war oft mit langen Ladezeiten verbunden. Zudem sind mit Datasetten bestimmte Betriebsarten wie die beispielsweise zum Betrieb von Datenbanken vorteilhafte relative Adressierung nicht möglich. Bei den in der Herstellung vielfach teureren Steckmodulen dagegen standen die darin enthaltenen Programme sofort nach dem Einschalten des Computers zur Verfügung, was insbesondere bei Systemsoftware und oft genutzten Anwendungen von großem Vorteil war. Den besten Kompromiss zwischen Ladezeit, möglichen Betriebsarten, Verlässlichkeit und Speicherkapazität erzielten die Disketten. Deren Verwendung wurde bei Veröffentlichung des Atari 600XL durch die Diskettenlaufwerke von Atari und die von anderen Herstellern unterstützt.

Atari Program Exchange

Die Programmpalette für den Atari-600XL-Computer umfasste neben der von Atari und Atari Program Exchange (APX) vertriebenen Auswahl kommerzieller Programme auch von Drittherstellern entwickelte und in Zeitschriften und Büchern publizierte Software (Listings) zum Abtippen. Die kommerziellen Programme wurden auf Steckmodul, Diskette und Kassette angeboten. Durch die im Vergleich zu den 1983 und 1984 angebotenen Computern noch sehr teuren Diskettenlaufwerke waren für viele Heimcomputersysteme Steckmodule und Kompaktkassetten die am häufigsten verwendeten Datenträger.
Von der in Umlauf befindlichen Software machten illegale Kopien („Raubkopien“) stets einen großen Teil aus und stellten damit kleinere Softwareentwickler häufig vor existentielle wirtschaftliche Schwierigkeiten. Daraufhin wurden zunehmend Kopierschutzsysteme insbesondere bei Spielen als der meistverkauften Software eingesetzt.

### Betriebssystem
Die Konfiguration und Initialisierung der Atari-600XL-Hardware nach dem Einschalten beziehungsweise nach einem Reset fällt in den Aufgabenbereich des im Festwertspeicher untergebrachten Betriebssystems. Die Unterprogramme dieses 16 KB umfassenden Operating System (OS) steuern verschiedene Systemprozesse, die auch vom Benutzer angestoßen werden können. Dazu gehören die Durchführung von Ein- und Ausgabeoperationen wie etwa die Tastatur- und Joystickabfrage, Fließkommaberechnungen, die Abarbeitung von Systemprogrammen nach Unterbrechungen (Interrupts) und die Bereitstellung eines Unterprogramms zum Erzeugen der verschiedenen Grafikmodi. Als Neuerung gegenüber den Computern Atari 400 und 800 verfügt das Betriebssystem über ein Diagnoseprogramm zum Selbsttest des Computers. Damit kann die Funktionsfähigkeit beispielsweise des Arbeitsspeichers oder der Tonerzeugung getestet werden. Da das auf dem Atari 1200XL basierende Betriebssystem des Atari 600XL nicht vollständig angepasst wurde, kommt es beispielsweise bei der Tastaturdiagnose des Atari 600XL zur Anzeige von Tasten, die nur beim Atari 1200XL zu finden sind.
Die Startadressen der einzelnen Unterprogramme sind an zentraler Stelle in Form einer Sprungtabelle zusammengefasst. Diese befindet sich bei allen Atari-Computern stets im selben Speicherbereich, womit die Kompatibilität mit früheren und späteren Betriebssystem-Revisionen gewahrt werden soll. Einige Programme benutzen jedoch entweder aus Unkenntnis ihrer Programmierer oder aus Kopierschutzgründen heraus diese Tabelle nicht, sondern rufen stattdessen die betreffenden Unterroutinen des Betriebssystems direkt auf. Da viele dieser Unterprogramme im Atari 600XL nun andere Speicherbereiche als noch beim Atari 400 und 800 belegen, führt deren Aufruf an der alten, aber ungültigen, Speicheradresse unweigerlich zu Programmabstürzen. Aus diesem Grunde werden einige Programme von Drittanbietern nicht korrekt auf den Atari-XL-Modellen ausgeführt. Atari hat daraufhin mit der Translator Disk ein Programm veröffentlicht, das die Inkompatibilitätsprobleme des Computers zumindest bis zum nächsten Warmstart behebt.
Bereits kurz nach Veröffentlichung der XL-Computer begannen sich alternative Betriebssysteme wie Omnimon XL und XL Boss zu etablieren. Diese stellten dem Benutzer neben der gewünschten Kompatibilität zu den älteren Computern auch erweiterte Funktionalitäten wie beispielsweise optimierte Fließkommaroutinen und leistungsfähige Werkzeuge zur Systemkontrolle und Fehlersuche zur Verfügung.

### Programmiersprachen und Anwendungsprogramme
War die Bearbeitung einer Aufgabenstellung mit z. B. käuflich zu erwerbenden Programmen aus technischen oder wirtschaftlichen Gründen nicht möglich oder sollte beispielsweise neuartige Unterhaltungssoftware produziert werden, so musste dies mithilfe von entsprechenden Programmiersprachen in Eigenregie geschehen. Im Folgenden werden nur die bis zur Einführung der XE-Baureihe Anfang 1985 erschienenen vorgestellt. So wird beispielsweise nicht auf das erst Ende 1985 vorgestellte beliebte Turbo-BASIC XL eingegangen.

#### Assemblersprache
Die Erstellung von schnellen Actionspielen mit vielen bewegten Objekten auf dem Bildschirm erforderte Anfang der 1980er Jahre eine optimale Nutzung der Hardware insbesondere des Arbeitsspeichers. Im Heimcomputerbereich war dies ausschließlich durch die Verwendung von Assemblersprache mit entsprechenden Übersetzerprogrammen, den Assemblern, möglich. Die Auslieferung von Assemblern erfolgte in vielen Fällen mit einem zugehörigen Editor zur Eingabe der Programmanweisungen („Sourcecode“), häufig auch als Programmpaket mit Debugger und Disassembler zur Fehleranalyse.
Mit Einführung des Atari 600XL standen diesem ausgereifte und leistungsfähige Assembler, die zuvor für Atari 400 und 800 veröffentlicht worden waren, zur Verfügung. Einige dieser Assembler wie etwa der Synassembler von Synapse Software sind jedoch nur mit dem alten Betriebssystem oder entsprechenden Anpassungen lauffähig. Unter der Vielzahl der angebotenen Assembler galt der MAC/65 des Unternehmens Optimized Systems Software (OSS) als der mit Abstand beste und benutzerfreundlichste. Ergänzt durch den Ultra Disassembler von Adventure International zur Programmanalyse blieben für den ambitionierten Programmentwickler kaum Wünsche offen. Bis auf den von Atari herausgebrachten und am meisten verbreiteten Assembler/Editor setzen alle anderen Assembler eine Aufrüstung des Arbeitsspeichers – optimalerweise auf 64 KB – voraus.
Programmiereinsteiger zogen in vielen Fällen die übersichtlichen und einfach zu bedienenden, dafür aber weniger leistungsfähigen Programmier-Hochsprachen vor.

#### Interpretersprachen

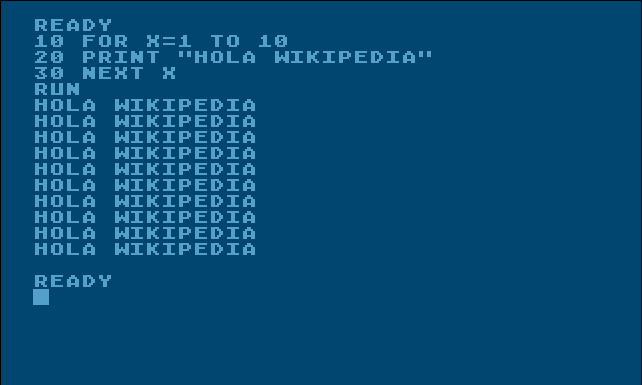
Eingabeschirm Atari BASIC

Dem von Atari veröffentlichten Atari BASIC standen bei Erscheinen des Atari 600XL einige weitere zur Seite: Das den damaligen Quasi-Standard bildende Microsoft BASIC und ein zum Atari-BASIC abwärtskompatibles Produkt mit dem Namen BASIC XL von OSS. Insbesondere BASIC XL enthält erweiterte Editiermöglichkeiten, Vereinfachungen in der Befehlsstruktur und es ergänzt viele im Atari- und Microsoft-BASIC nicht implementierte Leistungsmerkmale. Dazu zählt beispielsweise eine bequeme Benutzung der Sprites („Player-Missiles-Grafik“) durch eigens dafür bereitgestellte Befehlswörter.
Neben der Programmiersprache BASIC in ihren verschiedenen Dialekten waren mit Verkaufsstart des Atari 600XL auch für Schulungszwecke geeignete Sprachen wie Atari Logo und Atari PILOT erhältlich, die häufig in Bildungseinrichtungen eingesetzt wurden. Unterstützt durch Elemente wie die turtle graphics (Schildkrötengrafik) ist beispielsweise mit Logo eine kindgerechte und interaktive Einführung in die Grundlagen der Programmierung möglich. Mit QS-Forth (Quality Software), Extended fig-Forth (APX) und Inter-LISP/65 von Datasoft reihen sich weitere Interpretersprachen in die Programmpalette für den Atari 600XL ein. Viele dieser Programmiersprachen setzen eine Speicheraufrüstung voraus.

#### Compiler und Compilersprachen
Nachteilig auf die Einsetzbarkeit von Interpreter-Programmen wirkten sich die in der Natur des Interpreters liegenden prinzipiellen Beschränkungen wie etwa die geringe Ausführungsgeschwindigkeit und der große Arbeitsspeicherbedarf aus. Diese Nachteile können durch spezielle Programme, die Compiler, abgemildert werden. Dabei werden ausführbare Maschinenprogramme erzeugt, die ohne Interpreter lauffähig sind und damit häufig eine schnellere Ausführung erlauben. Für das Atari BASIC stehen mit ABC BASIC Compiler (Monarch Systems), Datasoft BASIC Compiler (Datasoft) und BASM (Computer Alliance) verschiedene Compiler zur Verfügung. Ende 1984 erschien mit dem BASIC-Compiler von MMG der zu diesem Zeitpunkt leistungsfähigste für die XL-Computer.
Von den damals weitverbreiteten Compilersprachen C und Pascal existieren entsprechende Versionen auch für die XL-Computer: Dazu zählen Deep Blue C von Antic und C/65 von OSS sowie Atari Pascal von APX, Draper Pascal von Norman Draper und Kyan Pascal von Kyan Software. Als leistungsfähigste aller Programmiersprachen galt die ausschließlich für Atari-Computer erhältliche Programmiersprache Action! von OSS, die Elemente von C und Pascal sowie speziell auf Ataris Hardware abgestimmte Befehle in sich vereint.

#### Anwendungssoftware
Die Programmpalette für die Atari-8-Bit-Computer umfasste bis 1985 neben den Programmiersprachen zum Erstellen eigener Applikationen eine im Vergleich zum zeitgenössischen Konkurrenten Apple II lediglich kleine Auswahl an vorgefertigter kommerzieller Anwendungssoftware.
Zu den leistungsfähigsten Textverarbeitungsprogrammen zählen Atari Writer von Atari, Bank Street Writer von Brøderbund, Letter Perfect von LJK Enterprises und The Writer’s Tool von OSS. Für Kontierung und weitere betriebswirtschaftliche Aufgaben im häuslichen Bereich standen Ende 1984 VisiCalc von Visicorp, The Home Accountant von Continental Software, Data Perfect von LJK Enterprise, Synapses Programme Synfile+, Syncalc, Synstock und Syntrend sowie Complete Personal Accountant von Futurehouse zur Verfügung. Hinzu kommen zahlreiche Joystick-basierte Malprogramme wie Paint von Atari, Graphic Master und Micropainter von Datasoft, Moviemaker von Reston Software und Fun with Art von Epyx. Mit dem Sprachsyntheseprogramm S.A.M. – Software Automated Speech von Tronix und dem Advanced Musicsystem von APX waren zudem als sehr gut bewertete Programme zur Steuerung der Tonausgabe erhältlich.

#### Lernprogramme
Entsprechend der Ausrichtung der Vorgängermodelle Atari 400 und 800 auch als Lerncomputer existiert eine große Anzahl an Programmen, die dem computergestützten Vermitteln von Lehrinhalten und seiner anschließenden interaktiven Abfrage dienen. Das zu vermittelnde Wissen wird in spielerischer Form mit ständig steigendem Schwierigkeitsgrad präsentiert, um den Lernenden anhaltend zu motivieren. Dabei wird großer Wert auf eine altersgerechte Darbietung gelegt, die von Kleinkindern bis hin zu Studenten reicht. Bei den Jüngsten kommen häufig animierte Geschichten mit comicartigen Charakteren als begleitende Tutoren zum Einsatz, bei Jugendlichen werden abzufragende Lehrinhalte in Abenteuerspiele oder actionreiche Weltraumabenteuer gekleidet, bei den höherstufigen Lehrinhalten für Studenten und Erwachsene überwiegt hingegen meist lexikalisch präsentiertes Wissen mit anschließender Abfrage nebst Erfolgsbilanzierung. Die von den Ende 1984 mit mehr als 100 Titeln abgedeckten Lerngebiete erstrecken sich auf Lesen und Schreiben, Fremdsprachen, Mathematik, Technik, Musik, Geographie, Demografie, Tippschulen und Informatik.
Zu den bekannten Herstellern zählen American Educational Computers, Atari, APX, Carousel Software, CBS Software, Walt Disney Productions, Dorsett Educational Systems, Edupro, Electronic Arts, The Learning Company, Maximus, Mindscape, PDI, Prentice Hall, Scholastic, Screenplay Computer Software, Sierra On-Line, Spinnaker Software, Sunburst Communications, Unicorn Software und Xerox-Weekly Reader.

### Spiele
Den mit Abstand größten Teil der Atari-Software bilden die Spiele. Zu den ersten Titeln, wie etwa dem 1979 veröffentlichten Star Raiders und  der Brettspieleumsetzung 3-D Tic-Tac-Toe (1980) waren bis Ende 1982 anspruchsvollere Actionspiele, Adventures und Arcade-Umsetzungen hinzugekommen. Mit zunehmendem Spieleangebot hatte aber auch der Anteil an Portierungen von älteren Systemen wie dem Apple II oder dem Commodore PET zugenommen. Häufig ließen diese Umsetzungen aber den unverwechselbaren „Atari-Look“, nämlich eine Mischung aus farbenprächtigen Grafiken und abwechslungsreichen Soundeffekten vermissen.

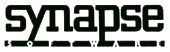

Viele der für Atari-Computer veröffentlichten frühen Spiele, darunter Star Raiders, Asteroids und Pac-Man, galten bereits zu ihrer Zeit als Videospieleklassiker. Insbesondere Star Raiders mit seiner dreidimensionalen Grafik und der großen Spieltiefe war für viele spätere Spieledesigner prägend und der Grund, sich für einen Atari-Computer zu entscheiden. In der Folge entstandene Werke wie Miner 2049er (Bill Hogue, Big Five Software, 1982), Eastern Front (1941) (Chris Crawford, APX, 1982), Capture the Flag (Paul Edelstein, Sirius Software, 1983), Archon (John Freemann, Electronic Arts, 1983) und M.U.L.E. (Daniel Bunten, Electronic Arts, 1983) zählen zu den herausragenden Titeln der Zeit bis Ende 1983. Ihr kommerzieller Erfolg ermöglichte Softwarehäusern wie beispielsweise MicroProse und Electronic Arts den Aufstieg zu Branchenriesen.
Im Laufe des Jahres 1984 begann sich eine völlig neue Qualität bei Computerspielen abzuzeichnen. Atari selbst forcierte diese Entwicklungen beispielsweise durch die Zusammenarbeit mit Lucasfilm, ein Unternehmen das durch die seinerzeit sehr populären Star-Wars-Verfilmungen mit ihren vielen tricktechnischen Sequenzen weltweite Bekanntheit erlangt hatte. Im Rahmen dieser Zusammenarbeit erschienen 1984 erste Demonstrationen für Titel wie Ballblazer und Rescue on Fractalus, die völlig neue Maßstäbe in puncto Grafik und Dichtigkeit der Spielatmosphäre setzten. Im Adventure- und Rollenspielbereich bahnte sich währenddessen eine immer weiter gehende Verschmelzung von bislang für sich allein stehenden Spieletypen und technischen Verbesserungen an. Die Spiele wurden dadurch deutlich komplexer und muteten immer realistischer an. Insbesondere das Ende 1984 angekündigte Rollenspiel Alternate Reality – The City mit seiner dreidimensionalen und teilweise animierten Visualisierung der Spielumgebung versprach das gesamte Genre auf die nächste Stufe zu heben. Als ebenso fortschrittlich galten Mindwheel, Brimstone und Essex von Synapse mit ihrem überlegenen interaktiven Eingabesystem (Parser) und einem für Textadventure literarisch vergleichsweise anspruchsvollem Inhalt.
Zu den am häufigsten empfohlenen Spielen des Jahres 1984 zählen The Mask of the Sun (Brøderbund), The Seven Cities of Gold (Electronic Arts), Boulder Dash (First Star Software), Archon II: Adept (Electronic Arts), Bruce Lee (Datasoft), Montezuma’s Revenge (Parker Brothers), Flight Simulator II (Sublogic).
Die Versorgung mit hochwertigen Spielen ebbte mit der Übernahme Ataris durch Jack Tramiel im Juli 1984 und seinen zunächst unbekannten Zukunftsplänen merklich ab. Viele Softwareentwickler sahen sich mit wirtschaftlichen Unwägbarkeiten konfrontiert und wandten sich stattdessen vielversprechenderen Systemen wie etwa dem Commodore 64 zu. Dieser Trend setzte sich auch nach der weitestgehenden wirtschaftlichen Erholung Ataris Anfang 1985 fort, bevor ab Mitte 1985 wieder einige Titel – Konvertierungen zumeist – auch in den Vereinigten Staaten erschienen.

## Zeitschriften und Bücher
In den 1980er Jahren spielten neben den Fachbüchern die Computerzeitschriften für viele Heimcomputerbesitzer eine große Rolle. Die häufig monatlich erschienenen Ausgaben enthielten Testberichte zu Neuheiten, Programmieranleitungen und Software zum Abtippen. Sie dienten weiterhin als Werbe- und Informationsplattform sowie zur Kontaktaufnahme mit Gleichgesinnten.
Speziell mit den Atari-Heimcomputern befassten sich die englischsprachigen Magazine Antic, Analog Computing, Atari Connection und Atari Age; gelegentliche Berichte und Programme für die Atari-Rechner veröffentlichten unter anderem auch die auflagenstarken Byte, Compute! und Creative Computing.

## Emulation
Nach dem Ende der Heimcomputerära Anfang der 1990er Jahre und mit dem Aufkommen leistungsfähiger und erschwinglicher Rechentechnik Ende der 1990er Jahre wurden von engagierten Enthusiasten PC-Programme zum Emulieren von Heimcomputern und deren Peripheriegeräten entwickelt. Zum Spielen alter Klassiker verschiedenster Heimcomputersysteme reichte mithilfe der Emulatoren ein einzelnes modernes System mit Datenabbildern („Images“) der entsprechenden Heimcomputerprogramme. Das Aufkommen der Emulatoren setzte damit u. a. ein verstärktes Transferieren von sonst möglicherweise verloren gegangener Software auf moderne Speichermedien in Gang, womit ein wichtiger Beitrag zur Bewahrung digitaler Kultur geleistet wird.
Als leistungsfähigste Atari-Emulatoren für Windows und Linux-Systeme gelten Atari++, Atari800Win Plus, Mess32 und Altirra.

## Rezeption
Kurz nach dem Erscheinen des Atari 600XL beschrieb das auflagenstarke Atari-orientierte Analog Computing Magazine den Computer als Ataris letzte Chance („Atari’s do-or-die entry in the Santa Claus sweepstakes“), nach dem Atari-1200XL-Debakel wieder Fuß im Heimcomputerbereich fassen und verlorene Marktanteile zurückgewinnen zu können. Als hilfreich bei diesem Unterfangen wurde – übereinstimmend mit Rezensionen anderer bekannter Zeitschriften – das gelungene äußere Erscheinungsbild („Cosmetics are superb […] The Commodore 64 and TRS-CoCo look like toys in comparism“), die robuste Konstruktion der Hardware, das eingebaute BASIC und die parallele Erweiterungsschnittstelle genannt. Auf wenig Gegenliebe stieß dagegen das mit nur kleineren Korrekturen vom 1200XL übernommene Betriebssystem mit seinen Schwächen. Der Selbsttest wurde aufgrund seiner nur beschränkten Verwendbarkeit und der zudem nur ungenügenden Anpassung an den Atari 600XL lediglich als Vermarktungstrick aufgefasst. Den größten Kritikpunkt jedoch bildete bei fast allen Rezensenten die als unzureichend bezeichnete Anleitung ohne Erläuterungen und Beispiele für das im Rechner integrierte BASIC. Insbesondere in Großbritannien stieß der im Vergleich zum direkten Konkurrenten ZX Spectrum als zu hoch empfundene Preis für Zusatzgeräte und Programme auf Ablehnung. Aufgrund seiner nur geringen Arbeitsspeicherausstattung sei der Atari 600XL jedoch für viele Anwendungsgebiete und diskettenbasierte Programme nicht zu gebrauchen („From the business point of view the 600XL does not have enough RAM for serious work.“, „With DOS loaded, the 600XL leaves only 7.5K of program space, which is not enough for such applications.“). Für Spieler und Programmiereinsteiger stelle das preiswerte Gerät jedoch eine gute Wahl dar. Zusammenfassend äußert das Analog Computing Magazine:

“The 600XL isn't as exciting or advanced as the 400/800 series was when it first appeared in 1979. Let’s face it, these new XL machines are nothing more than repackaged 800s. That does not change the fact that Atari home computers are still the most versatile graphics machines you can buy for less than five thousand dollars.”

„Der 600XL ist nicht so aufregend und fortgeschritten, wie es noch 1979 die 400/800-Reihe bei ihrem Erscheinen war. Seien wir ehrlich, die neuen XL-Rechner sind nichts weiter als die alten 800er in neuem Gewand. Das ändert jedoch nichts daran, dass die Atari-Computer nach wie vor die vielseitigsten Grafikmöglichkeiten für Rechner unter fünftausend US-Dollar bieten.“